# Živinice Gornje
Živinice Gornje su naseljeno mjesto u sastavu općine Živinice, Federacija Bosne i Hercegovine, BiH.

## Povijest
Do 1955. su se zvale Živinice Muslimanske, a onda su promijenile ime u Gornje Živinice.
1981. su Živinice Gornje smanjene izdvajanjem nekoliko dijelova koji su proglašeni za samostalna naselja. To su naselja Barice, Oskova, Šišići te Sušići. 1985. su im pripojena naselja koja su im 4 godine prije izdvojili: Šišići i Oskova.
Prema Gornjim Živinicama nalazi se grobljanska kapela. Blizu Gornjih Živinica nalazi se i muslimansko naselje Rasadine.

## Stanovništvo
Na popisu stanovništva 1879. u Živinicama Turskim bilo je 812 muslimana od 812 stanovnika.
| Živinice Gornje    |                |                |                |
| godina popisa      | 1991.          | 1981.          | 1971.          |
| Muslimani          | 3.001 (80,69%) | 2.384 (83,41%) | 2.089 (82,30%) |
| Hrvati             | 503 (13,52%)   | 369 (12,91%)   | 410 (16,15%)   |
| Srbi               | 13 (0,34%)     | 15 (0,52%)     | 16 (0,63%)     |
| Jugoslaveni        | 121 (3,25%)    | 83 (2,90%)     | 6 (0,23%)      |
| ostali i nepoznato | 81 (2,17%)     | 7 (0,24%)      | 17 (0,66%)     |
| ukupno             | 3.719          | 2.858          | 2.538          |